# Franse Tijd in België
De Franse periode in de geschiedenis van het huidige België is het tijdvak 1794-1815. Eerder al was er de Franse bezetting van 1792-1793 geweest, gevolgd door wat historici de Tweede Oostenrijkse Restauratie zijn gaan noemen. Op 1 oktober 1795 werden de Oostenrijkse Nederlanden en het prinsbisdom Luik aangehecht bij Frankrijk en kwam het ancien régime ten einde.

## Franse Revolutionaire Oorlogen

Franse invasie 1794-1795 in de Nederlanden en het Rijnland

In 1789 brak de Franse Revolutie uit en in 1792 verklaarde het nieuwe staatsbestuur van Frankrijk de oorlog aan het Heilige Roomse Rijk. Franse troepen van 40.000 man sterk, waaronder 2500 vluchtelingen uit de Oostenrijkse Nederlanden en het prinsbisdom Luik, waren in november 1792 tijdens de Slag bij Jemappes een eerste maal de Zuidelijke Nederlanden binnengevallen. De Roomse keizer Frans II vormde een coalitie, de oorlog kreeg daarom later de naam Eerste Coalitieoorlog.    
Tijdens de Tweede Slag bij Neerwinden werd de coalitie al na vier maanden verdreven. Frans II had op 24 april 1794 in Brussel nog een Blijde Inkomst gevierd, naar wat later zou blijken de laatste. Bij een tweede invasie behaalden de Franse troepen in juni 1794 met de Slag bij Fleurus een bestendige overwinning op de Oostenrijkse en Zuid-Nederlandse troepen. Pichegru veroverde het graafschap Vlaanderen en het hertogdom Brabant, Jourdan veroverde Luik en de linkeroever van de Rijn.   
Het in bezit nemen en plunderen van het nationaal goed van de Belgische provincies door een antiklerikale republiek vuurde het patriottisme, dat eerder in 1790 was opgevlamd tijdens de korte periode van de Verenigde Nederlandse Staten, opnieuw aan (zie ook: Beloken tijd). Het militaire bestuur was bijzonder hard: 283.000 soldaten eigenden zich voedsel toe dat moest worden opgebracht door een bevolking van ongeveer drie miljoen mensen. Dit leidde tot tekorten, rebellie, criminaliteit en gewelddadigheid. Het Zoniënwoud werd onveilig gemaakt door duizenden ontheemden. Aan het militair bestuur kwam een einde toen de Verenigde Departementen op 1 oktober 1795 werden aangehecht bij de Franse Republiek.

## Boerenkrijg

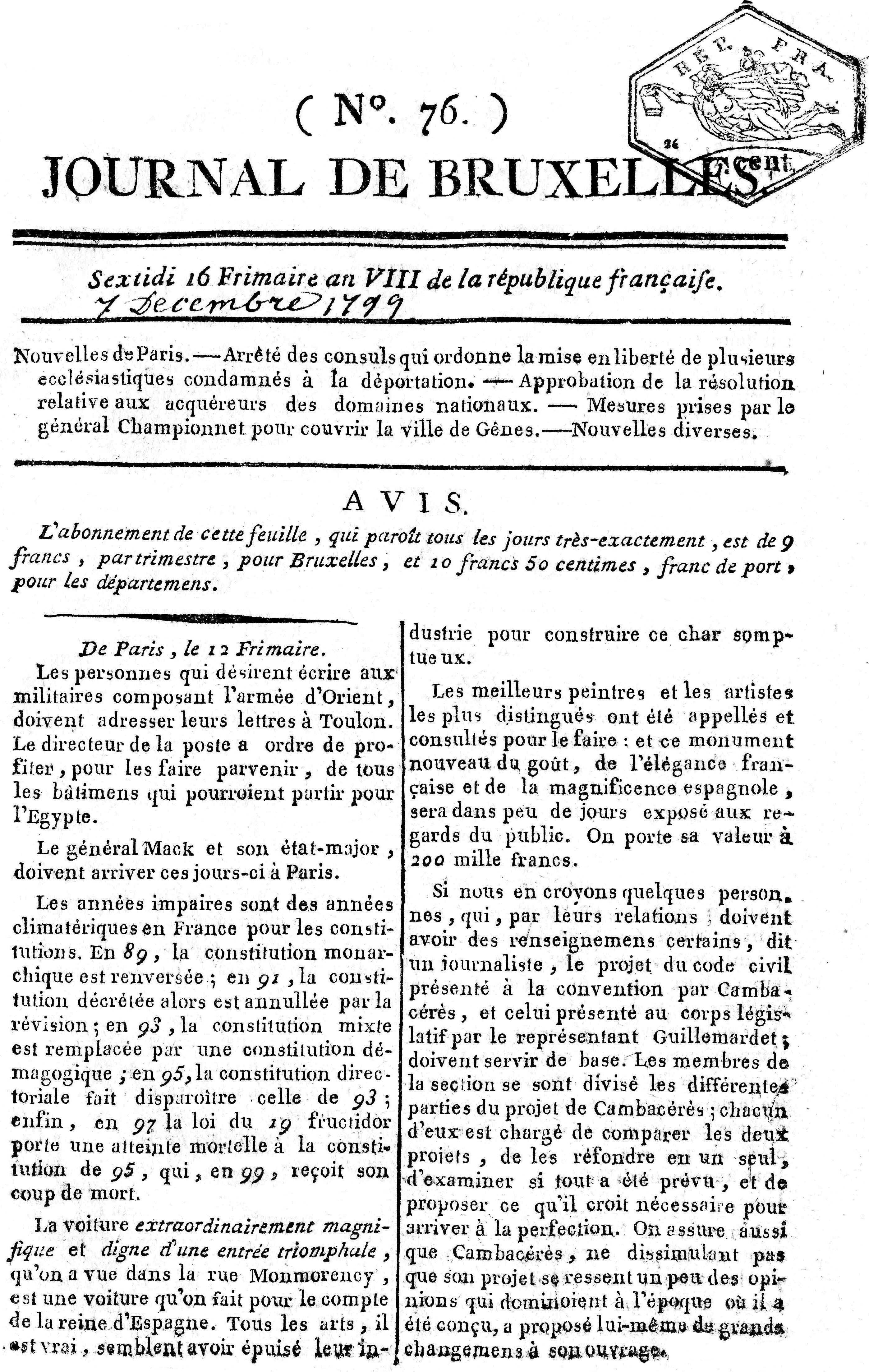
Frans propaganda tijdschrift "Journal de Bruxelles" van 7 december 1799

Brussel werd tijdens de Franse bezetting gedegradeerd tot de hoofdplaats van het Dijledepartement (Département de la Dyle). Tot aan het instellen van het Eerste Consulaat als hoogste gezag in 1799 betekende de bezetting voor de Zuidelijke Nederlanden een economische ramp. Zo steeg de belastingdruk aanzienlijk. Daar stond tegenover dat de Fransen een einde maakten aan de sluiting van de Schelde en zo de haven van Antwerpen een geweldige boost gaven (tot de continentale blokkade weer roet in het eten gooide). In 1797 werd de universiteit van Leuven gesloten, kerken geplunderd, kloosterorden ontbonden en geestelijken vervolgd. De Brusselse stadsbevolking liep van 74.000 in 1792 terug tot 66.000 in 1799. De draconische economische maatregelen, de dienstplicht, de drastische inperking van de taalvrijheid en de openlijke jacht op de Kerk, zetten vooral bij de Vlaamse boeren (de brigands) kwaad bloed en leidden tot een opstand tegen de Franse bezetter (de sansculotten), met als leuze Voor outer en heerd. Deze Boerenkrijg bracht Brussel in 1798 in een staat van beleg.
De opstand eindigde op 5 december 1798 toen het boerenleger op Ter Hilst (bij Hasselt) werd verslagen. Er volgde een strenge repressie waarbij de meeste leiders werden terechtgesteld.

## Napoleon
Van het langdurig en verzoenend bewind van Napoleon Bonaparte vanaf 1799 ging een zekere assimilerende kracht uit. Alhoewel Napoleon in België voorstanders had, nam vooral na 1810 de oppositie tegen de keizerlijke tirannie toe.
Napoleon bezocht België in 1803 en 1811. Adel, burgerij en ondernemers kozen voor een realpolitik tegenover de Franse keizer, zijn medewerkers en ambtenaren. Zolang Napoleon zegevierde op de Europese slagvelden was dit immers de enige mogelijkheid om hun politieke of economische belangen veilig te stellen. De eerste consul, later keizer, was diegene die alles besliste zonder dat de Belgen, evenmin als de andere Fransen, enige inspraak hadden in het bestuur van hun land.
Tot op het einde van het kortstondige keizerrijk vochten bepaalde soldaten uit de "Belgische" departementen voor en anderen tegen Frankrijk. Op het einde van Napoleons regeerperiode droegen zijn conflict met de Katholieke Kerk, zijn nederlagen en de economische crisis weer bij tot de versterking van een nationaal bewustzijn bij de elite.
De Franse woorden Belgique (en les Belges) hadden sinds de Brabantse Revolutie het woord Nederlanden vervangen (oorspronkelijk betekenden ze hetzelfde). Nadat Napoleon in 1813 de Volkerenslag had verloren, begon het duidelijk te worden dat Frankrijk de gebieden die het geannexeerd had, weer zou moeten afstaan. Heel Europa wenste Frankrijk terug te brengen tot zijn grenzen van voor de revolutie.
De publieke opinie wenste het behoud van de Belgische eenheid en legde zich er na de abdicatie van Napoleon bij neer dat dit gebeurde binnen het bestuurlijk tweeledige Verenigd Koninkrijk der Nederlanden. Een deel van de adel had de voorkeur gegeven aan het herstel van het Oostenrijkse bestuur, maar dat had geen invloed op het politieke gebeuren.

## Secularisatie van de samenleving
Met opeenvolgende wetten drong de Franse staat de maatschappelijke macht van de Kerk in de verenigde departmenten terug en voerden ze een striktere scheiding van kerk en staat door:
- 21/02/1795: verbod op religieuze plechtigheden buiten het kerkgebouw (wet van 3 ventôse III)
- 22/10/1795: afschaffing van de kerkelijke rechtbanken (wet van 30 vendémiaire IV)
- 17/06/1796: invoering van de burgerlijke registers voor geboorten, huwelijken en sterftegevallen (wet van 29 prairial IV)
- 01/09/1796: opheffing van abdijen en contemplatieve kloosters en verkoop als nationaal goed (wet van 15 fructidor IV)
- 07/10/1796: overname van confessionele armen- en ziekenzorg door burgerlijke commissies (wet van 16 vendémiaire IV)
- 06/12/1796: verbod op het dragen van religieuze kledij in het openbaar (wet van 16 frimaire V)
- 31/08/1797: verbod op uitwendige tekenen van de religie op publieke plaatsen (wet van 14 fructidor V)
- 05/09/1797: verplichting voor clerici, zoals voor de andere ambtenaren, om de eed van gehechtheid en loyaliteit aan de Republiek en aan de grondwet van jaar III en van haat tegen het koningschap af te leggen op straf van confiscatie (wet van 19 fructidor V).
- 05/10/1797: verbod op het luiden van klokken (wet van 12 vendémiaire VI)
- 25/10/1797: sluiting van de Universiteit van Leuven (wet van 4 brumaire VI), vervangen door de École centrale van Brussel.
- 26/10/1797: nationalisering van de kerkelijke goederen van niet-beëdigde priesters (wet van 5 brumaire VI)
- 25/11/1797: opheffing van de nog bestaande kerkelijke instellingen zoals kapittels en seminaries (wet van 5 frimaire VI)

Na deze felle campagne volgde onder eerste consul Napoleon Bonaparte een verzachting, die uiteindelijk tot het concordaat van 15 juli 1801 met paus Pius VII leidde:
- 28/11/1799: mogelijkheid voor gevangen en gedeporteerde priesters om hun ambt terug op te nemen (wet van 7 frimaire VIII)
- 28/12/1799: verplichting voor geestelijken om de gelofte van trouw aan de grondwet van het jaar VIII af te leggen (wet van 7 nivôse VIII)
- 15/07/1801: concordaat tussen de Heilige Stoel en de Franse Republiek

Priesters die weigerden de eed van gehechtheid en loyaliteit aan de Republiek en van haat tegen het koningschap af te leggen, werden opgespoord en opgesloten. Meer dan honderd priesters werden per schip naar Frans-Guyana verbannen, onder meer Jacobus De Neve en Michaël Cop. Beiden overleefden het niet.

## Emigratie en terugkeer
De Franse overwinning in Fleurus in 1794 was het sein voor heel wat notabelen uit de Oostenrijkse Nederlanden om in het spoor van de terugtrekkende keizerlijke legers naar het buitenland te vluchten. Vooral edellieden, militairen, prelaten en ambtenaren kozen voor ballingschap in noordelijke of oostelijke steden, maar ook sommige ambachtslieden vertrokken. Het aantal emigranten zou tussen 2000 en 20.000 hebben gelegen. De representanten Laurent en Guyton vaardigden op 3 juli 1794 een besluit uit dat alle afwezige inwoners (absents) binnen de vijftien dagen konden terugkeren, maar dat ze na deze termijn als émigrés zouden worden beschouwd onder de Wet van 25 brumaire jaar III, met sekwestratie van hun bezittingen tot gevolg. Tegen de aanhechting op 1 oktober 1795 waren de meesten teruggekeerd.
In werkelijkheid werden de Franse emigratiewetten pas op 27 augustus 1796 van toepassing verklaard in de verenigde departementen. In 1796 en 1797 werden lijsten van afwezigen (absents) opgesteld, maar men kon zich laten schrappen door een geldige reden op te geven, wat mild werd beoordeeld door de lokale autoriteiten. De hoge adel en de officieren en ambtenaren die bij het Weense hof aanleunden, hielden zich echter nog steeds gedeisd. Hun remigratie zou zich uitspreiden over een tiental jaar. Het Verdrag van Campo-Formio bracht hun hoop op een derde restauratie een zware klap toe, en stelde bovendien in zijn artikel 9 het lichten van de sekwesters in het vooruitzicht. De staatsgreep van Napoleon in 1799 was een nieuwe stimulans voor terugkeer. De voorwaarden van Campo-Formio werden in 1801 bevestigd door de Vrede van Lunéville, die de emigranten dwong tot een keuze tussen de Oostenrijkse en de Franse nationaliteit. De 162 "Belgen" die voor het buitenland kozen, moesten hun bezittingen in de Franse republiek verkopen. Artikel 7 van de Vrede bepaalde dat de erfprinsen die hun gebied op de linkeroever van de Rijn aan Frankrijk verloren, gecompenseerd zouden worden binnen het Heilig Roomse Rijk.
Napoleon voerde een verzoeningspolitiek die tot doel had de hoge adel tot een pijler van zijn regime te maken. Hij kondigde in 1802 een amnestie af aan de émigrés die een getrouwheidseed aflegden. De hertogen van Arenberg, Croÿ en Looz-Corswarem en de prinsen van Thurn en Tassis, Salm-Salm, Salm-Kyrburg en Ligne, konden hun gebieden doorgeven aan de volgende generatie. Op het einde van de rit zou de Belgische adel nauwelijks eigendom verliezen in de revolutie en greep er geen herverdeling plaats zoals Frankrijk die kende. Enkel het lagere derde van de adel verarmde ten opzichte van de grootgrondbezitters. Ook misten de afwezigen de uitverkoop van kerkelijke eigendommen, die hoofdzakelijk ten goede kwam aan de burgerij.

## Na de Franse nederlaag: bufferstaat
Reeds vóór de definitieve nederlaag van Napoleon I in Waterloo, besloten de geallieerden op het Congres van Wenen (1815) een gordel van bufferstaten rond Frankrijk aan te leggen. Met dit doel werden de (vroegere) Zuidelijke Nederlanden opnieuw met de (vroegere) Verenigde Provinciën samengevoegd tot het Verenigd Koninkrijk der Nederlanden.